# Pinpanetta tedfordi
Pinpanetta tedfordi är en utdöd fågel i familjen änder inom ordningen andfåglar. Den beskrevs 2009 utifrån fossila lämningar från sen oligocen funna i Australien.